# خرمدرق (سلطانیه)
خرمدرق، روستایی از توابع بخش مرکزی شهرستان سلطانیه، استان زنجان و ایران است. این روستا در دهستان گوزلدره قرار دارد. ارتفاع این روستا از سطح دریا ۲۰۴۰ متر است.

## جمعیت
این روستا در دهستان گوزل دره قرار دارد و براساس سرشماری مرکز آمار ایران در سال ۱۳۸۵، جمعیت آن ۸۹۲ نفر (۲۳۳خانوار) بوده‌است.